# Ижма (Коми)
И́жма (коми И́зьва) — село в Республике Коми России. Административный центр Ижемского района и сельского поселения Ижма.

## География
Расположено в центральной части республики в 600 км к северо-востоку от Сыктывкара, в 200 км к северу от Ухты, на берегу реки Ижма.

## История
С 1922 года по 1929 год Ижма была административным центром Ижмо-Печорского уезда автономной области Коми (Зырян) Архангельской губернии. До этого Ижма входила в состав Печорского уезда. По другим данным уезд образован 2 мая 1920 года.

## Население
| 1939  | 1959  | 1970  | 1979  | 1989  | 2002  | 2010  |
| ----- | ----- | ----- | ----- | ----- | ----- | ----- |
| 2452  | ↗2495 | ↗3090 | ↗3253 | ↗3595 | ↗3786 | ↘3753 |
| 2021  |       |       |       |       |       |       |
| ↗3917 |       |       |       |       |       |       |

## Русская православная церковь
- Церковь Преображения господня — архитектурная доминанта села. Каменное здание храма с колокольней возводилось в 1806—1828 годах вместо разобранного деревянного.

## Достопримечательности
- Дом купца Норицина — деревянное двухэтажное здание с мезонином конца XIX века, где в 1918—1919 годах размещался штаб красных партизан.
- Дом Попова В. М. (1872 года постройки), где расположен Ижемский районный историко-краеведческий музей.

## Люди, связанные с селом
В селе родились
- Семяшкин, Гавриил Прокопьевич (1888—1937) — Герой Труда.
- Ануфриев, Александр Александрович (1926—1966) — бронзовый призёр Олимпийских игр 1952 года

Люди, работавшие в селе
- Сергей Михайлович Сотников (род. 5 февраля 1958, Красный Ключ, Башкирская АССР) — начальник структурного подразделения «Вертолётная площадка Ижма» федерального государственного унитарного предприятия «Комиавиатранс». Известен тем, что в течение 12 лет после закрытия аэропорта «Ижма» собственными усилиями сохранял взлётно-посадочную полосу в рабочем состоянии, что способствовало благополучному исходу при аварийной посадке самолёта Ту-154 7 сентября 2010 года. Сотников учился в Егорьевском авиационном техническом училище гражданской авиации, а после его окончания в 1978 году работал техником и начальником склада ГСМ в Печоре.